# Adolphe Brune
Pour les articles homonymes, voir Brune.
Adolphe Brune, né le 8 septembre 1802 à Paris où il est mort le 31 mars 1880, est un artiste peintre français.

## Biographie
Adolphe Brune est le fils de Denis François Brune (1762-1839), maître de forge et maire de Souvans, et de Louise Lender. 
Il part étudier la peinture à Rome, à ses propres frais.
Élève d'Antoine-Jean Gros, il expose au Salon de 1833 à 1875.
En 1861, ses travaux sont récompensés, il est nommé Chevalier de la Légion d'honneur.
Il forme plusieurs élèves dont Faustin Besson, Honoré Chapuis, Germain Paget, Ernest Pochon…
Il meurt célibataire à l'âge de 77 ans à son domicile de la rue Rochechouart. Il est inhumé à Tours dans le caveau familial.

## Œuvres

Joseph le nègre Musée de Cahors Henri-Martin

- Portrait de Madame d'Ornant, Musée des Beaux-Arts de Tours[6](sœur de l'artiste).
- Autoportrait, Musée des Beaux-Arts de Tours[7].